# Thiago Braz da Silva

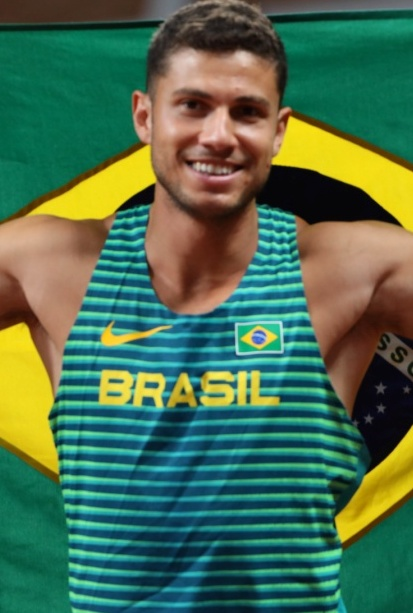
Thiago Braz da Silva

Thiago Braz da Silva, född 16 december 1993, är en brasiliansk friidrottare.
Han blev olympisk guldmedaljör i stavhopp vid sommarspelen 2016 i Rio de Janeiro. Vid olympiska sommarspelen 2020 i Tokyo tog Braz brons i stavhopp.